# Katalog knezova i kraljeva Dalmacije i Hrvatske
Katalog knezova i kraljeva Dalmacije i Hrvatske (lat. Catalogus ducem et regum Dalmatiae et Croatiae) je kompilacija sastavljena u prvoj polovici 18. stoljeća nepoznata autora koja donosi popis hrvatskih knezova i kraljeva s kratkim životopisima. Povjesničar Ivan Mužić pretpostavlja da bi autor popisa mogao biti talijanski isusovac i povjesničar Filip Riceputi (1667. – 1742.). Katalog je pun nepouzdanih konstrukcija i iskrivljenih informacija te se ne smatra vjerodostojnim povijesnim izvorom. Čuvao se u knjižnici Fanfogna-Garagnin u Trogiru, kamo je dospio kao dio građe koju su sakupili Filip Riceputi i Daniel Farlati za kapitalno djelo Illyricum sacrum. Jedanaest svezaka iz te građe poklonio je 17. studenog 1776. godine Farlatijev suradnik Giovanni Giacomo Coleti (1734. – 1827.) splitskom nadbiskupu i metropolitu Ivan Luka Garagnin (1722. - 1783.). Poslije smrti posljednjeg potomka trogirske plemićke obitelji Garagnin, čitava nadbiskupova knjižnica završila je u posjedu nove obitelji Fanfogna-Garagnin.
Katalog se sastoji od dvadeset i osam vladarskih imena, među kojima su Borna, Vladislav, Ljudemisl, Dmitar Zvonimir i Stjepan II. Zadnja dvojica su u katalogu popisana kao Zvonimir I. zvani i Dmitar te Zvonimir II. zvani i Stjepan II. te je životopis te dvojice hrvatskih kraljeva izmiješan i konfuzan.

## Sadržaj
Tekst kataloga nalazi se u svesci označenoj brojem X starog naslova Salonitana et Saplatensia sacra, ušit kao folija 122-124 pod naslovom Catalogus ducem et regum Dalmatiae et Croatiae. Napisan je u prvoj polovici 18. stoljeća i to vjerojatno od strane istog anonimnog autora koji je napisao Rimski katalog (salonitanskih i spljetskih nadbiskupa).
Katalog se sastoji iz dva dijela. U prvom dijelu popisani su hrvatski knezovi uz kratke biografske crtice, a u drugom dijelu su hrvatski kraljevi, također s upisanim kratkim biografskim crticama. Katalog počinje s navođenjem eponimskom kneza Hrvata za kojeg stoji da je vladao početkom druge polovice 7. stoljeća. Dalje obrađuje sve važnije hrvatske knezove poput Borne, Vladislava (Ladasclavuus), Trpimira (Tirpimirus), Domagoja (Demogoi), Zdeslava (Sedesclauus), Branimira (Branimirus) itd. Spominje i neke knezove koji nisu opće priznati kao hrvatski vladari ili se smatraju u potpunosti izmišljenima poput Vunusclauusa i Diodorusa te Cudomirusa ili Zudomorusa.
Anonimni autor navodi kao prvog hrvatskog kralja Krešimira I. (Cresimirus I), iz čega se može zaključiti da mu nije bio poznat kralj Tomislav. Također, navodi nepoznatog ili izmišljenog kralja Vuchomirusa, dok od povijesno potvrđenih navodi, među ostalima, Stjepana I., koji se zove i Miroslav, Krešimira II. (Cresimirus II, Cazimirus, Calomanus) , poznatog i kao Krešimir stariji te Držislava (Dircislauus), Svetoslava te Krešimira III., kojeg pogrešno naziva Krešimir Suronja. U zadnjem dijelu popisa nabraja Petra Krešimira IV. te dva kralja Zvonimira, jednog poznatog kao Zvonimir I., poznat i kao Dmitar, a drugog kao Zvonimir II., zvani Stjepan II.
U popisu kraljeva nalazi se i Trebellius Scaligerus, poznat i kao Slavac, koji se oženio s Nedom, tobožnjom kćeri kralja Petra Krešimira IV. Piše i da je Nada imala i navodnu sestru Violantu koja je bila udana za ugarskog kralja Ladislava Svetog.

## Vanjske poveznice
- Tekst kataloga (90. – 93. str.)